# Гвинтовий вибійний двигун

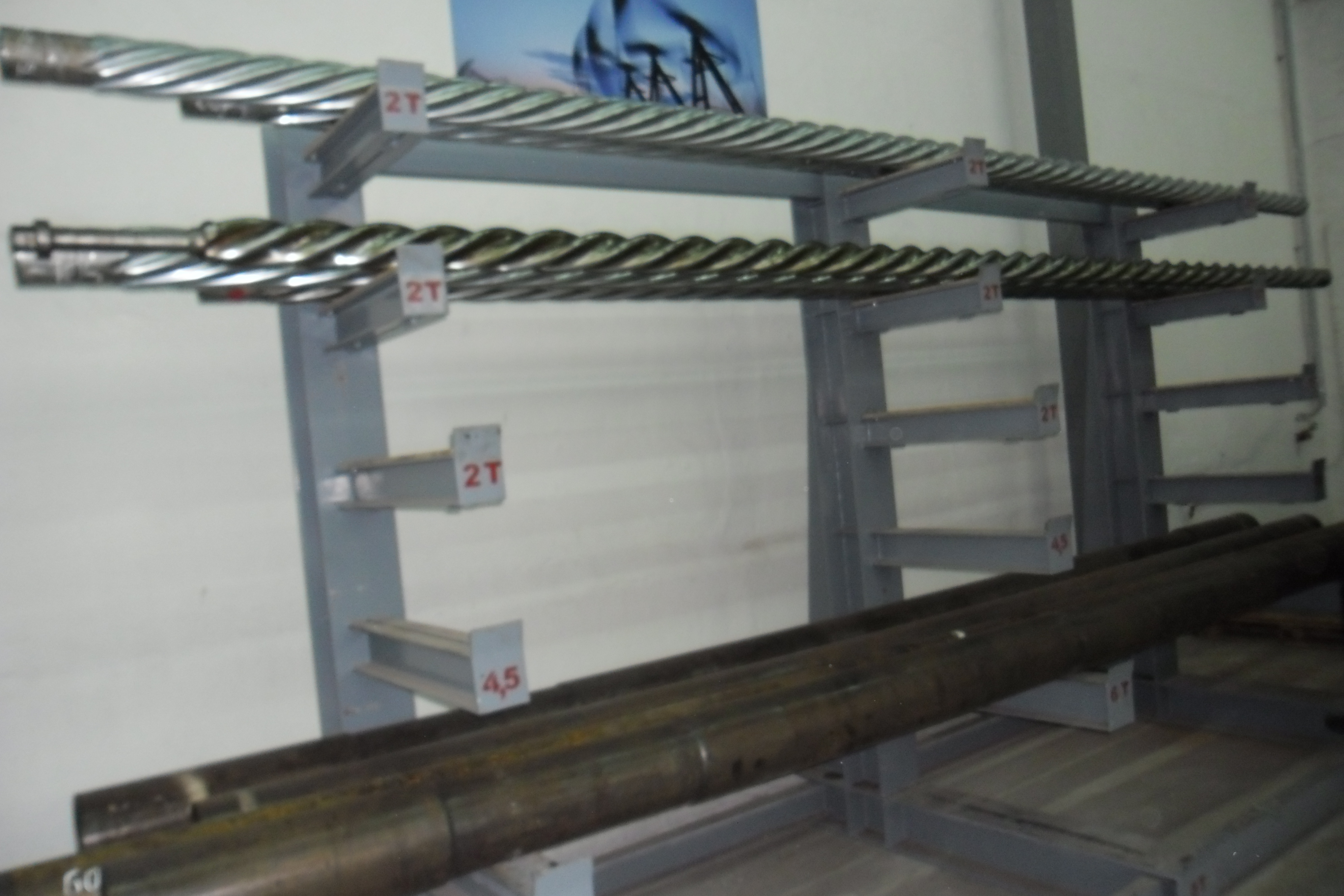
Гвинтовий вибійний двигун

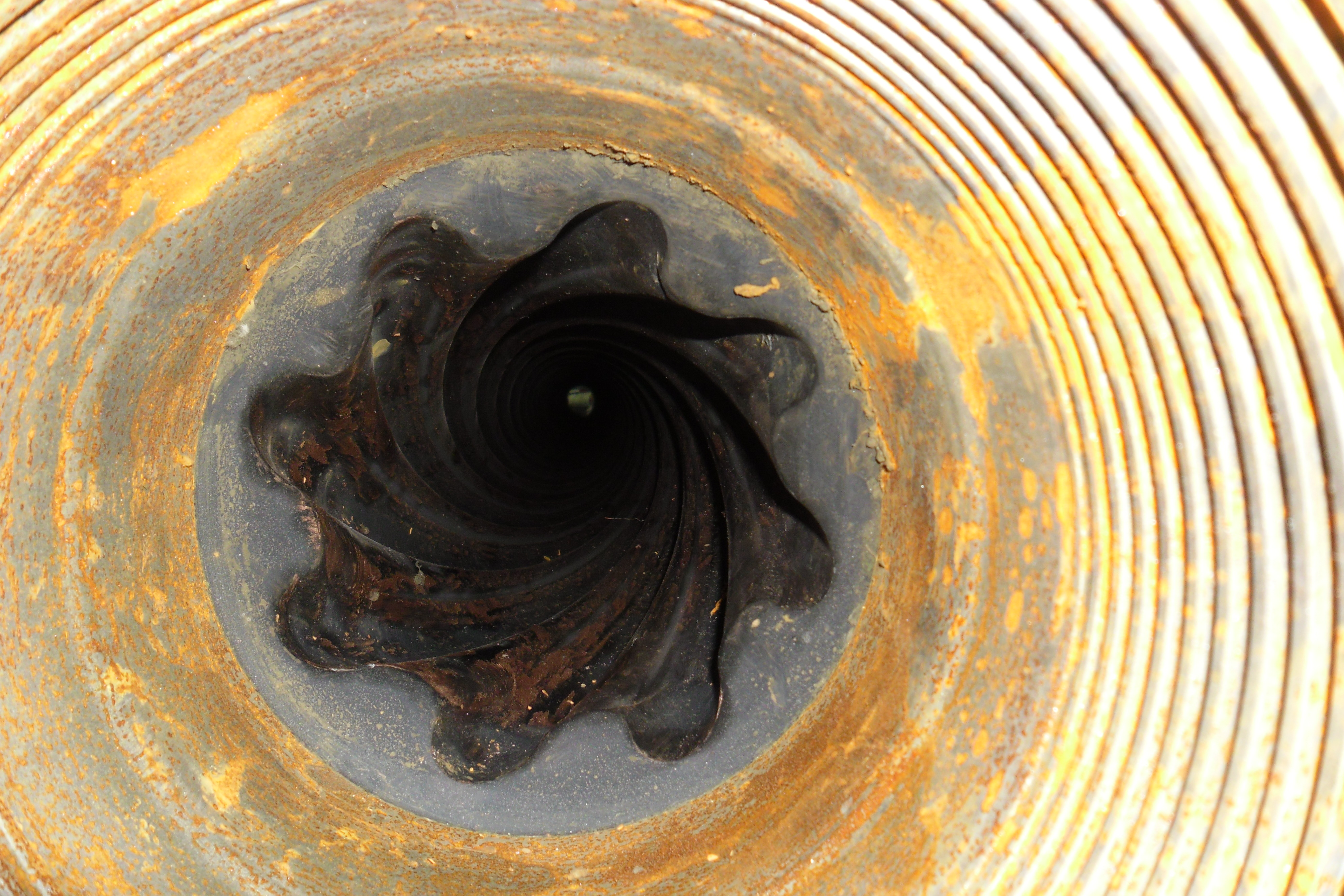
Статор двигуна.

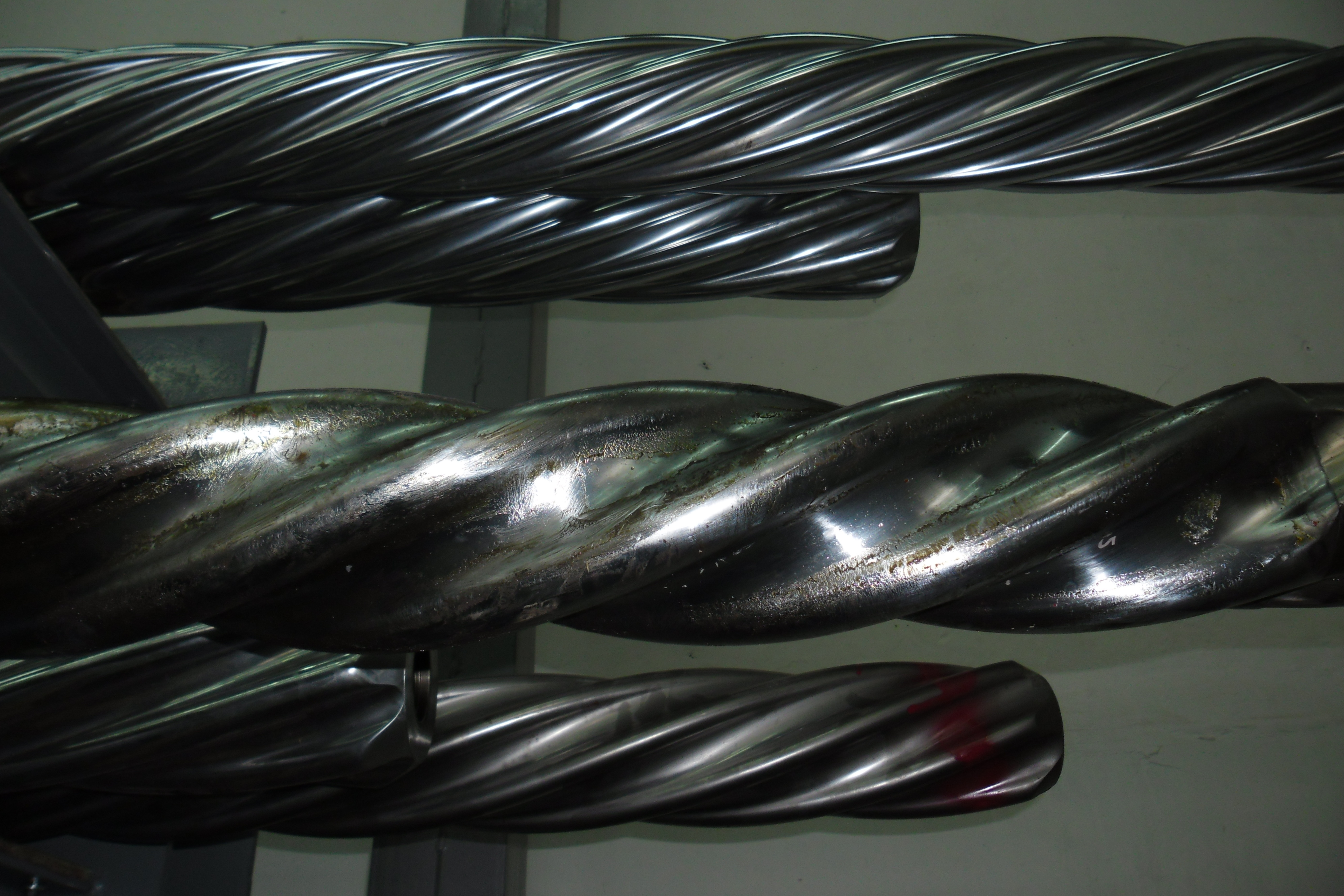
Ротор двигуна.

Анімація роботи ГВД

Ґвинтовий вибійний двигун — гідравлічний вибійний двигун об'ємного типу, робочі органи якого виконані за схемою планетарного механізму, що приводиться в дію за рахунок енергії промивної рідини.

## Історія
Перші гвинтові вибійні двигуни з високою частотою обертання розроблені в США в 1962 Харрісоном на базі оберненого однозаходного героторного гвинтового насоса Муано. Багатозахідний гвинтовий вибійний двигун з низькою частотою обертання створений в CPCP в 1966-70 С. С. Нікомаровим, М. Т. Гусманом та ін.

## Загальний опис
Буровий двигун — це об’ємний насос з прогресивною порожниною, розміщений у буровій колоні для забезпечення додаткової потужності долота під час буріння. Насос використовує буровий розчин для створення обертового руху в силовій частині двигуна, який передається до бурового долота. Буровий двигун використовує різні конфігурації ротора та статора, щоб забезпечити оптимальну продуктивність для бажаної операції буріння, зазвичай збільшуючи кількість пелюсток і довжину силового вузла для збільшення потужності. У деяких випадках стиснене повітря або інший газ можна використовувати для вхідної потужності бурового двигуна. Нормальне обертання долота під час використання бурового двигуна може становити від 60 об/хв до понад 100 об/хв.
Основними елементами робочих органів таких машин є:
- 1) статор-корпус з порожнинами, що прилягають кінцями до камер високого і низького тисків;
- 2) ведучий ротор-гвинт, крутний момент якого передається виконавчому механізму;
- 3) замикачі гвинтової поверхні, що призначені для герметизування робочих органів і запобігання перетікання рідини із камери високого тиску в камеру низького тиску.

Багатозахідний гвинтовий вибійний двигун має статор виконаний у вигляді сталевого циліндра .
Ротор розташований всередині статора. Під тиском промивної рідини ротор, обкатуючись по внутрішній поверхні статора, здійснює планетарний рух, який через універсальні шарніри передається валу шпинделя, що обертає породоруйнуючий інструмент. Діаметр гвинтового вибійного двигуна 54-195 мм, частота обертання близько 2-6 с−1, крутний момент 80-5000 Нм, перепад тиску 4-6 МПа, витрата промивальної рідини 0,0015-0,036 м3 / с і більше. Найбільш ефективні гвинтові вибійні двигуни при проходці глибинних інтервалів.
Статор, який є основним компонентом пристрою, звичайно вистилається еластомером. Більшість збоїв у роботі пов'язані з цією еластомерною частиною. Проте умови експлуатації та навколишнє середовище не повинні знижувати або викликати механічний зрив еластомерної частини протягом терміну експлуатації обладнання. На жаль, у промисловості немає еластомерів, які можуть тривалий час протистояти абразивним рідинам і твердим речовинам, а також витримувати відхилення робочих температур. Найбільш поширеними еластомерними марками, які використовуються для цієї заявки, є NBR (нітриловий або акрилонітрилбутадієново-каучуковий) сорти, які виконують свою функцію помірно добре. Існує певна потреба в кращих еластомерних сполуках для підвищення терміну дії.
Західність силової секції: 1:2; 3:4; 4:5; 5:6; 7:8; 9:10.

## Застосування
Гвинтовий вибійний двигун застосовується для буріння свердловин на нафту і газ, дегазаційних свердловин при видобутку вугілля, дорозвідці шахтних полів, оцінки запасів метану в метановугільних родовищах.

## Виробництво
Один з світових лідерів-виробників гвинтових вибійних двигунів — фірма Wenzel Downhole Tools Ltd. (Канада)
При буріння похило-спрямованих і горизонтальних свердловин на важковидобувних родовищах вуглеводнів в Україні широке застосування одержали гвинтові вибійні двигуни (ГВД) канадської компанії Wenzel Downhole Tools.
Переваги ГВД компанії Wenzel Downhole Tools:
– підвищена надійність вибійних двигунів у комплексі з бурови-ми безопорними долотами PDC і телеметричними системами для вимірювання параметрів траєкторії під час буріння розширює можливості спрямованого буріння для компаній-операторів як додаток до роторного способу;
– ефективний вибійний двигун, що відповідає типу бурового долота і гірських порід, забезпечує вищі швидкості проходки, порівняно з тими, що досягаються при звичайному бурінні роторним способом;
– вибійний двигун дозволяє знизити частоту обертання бурильної колони, при цьому зменшується зношування обсадної і бурильної колон та решти наддолотних рухомих елементів компоновки;
– правильно підібрана компоновка низу бурильної колони (КНБК) дозволяє здійснювати ефективний контроль траєкторії буріння стовбура свердловини;
– силова секція забезпечує широкий діапазон частоти обертання долота та ефективного крутного моменту;
– розробки в галузі еластомірів та сучасні виробничі технології дозволяють використовувати силову секцію в умовах високих вибійних температур і застосування інвертних промивальних рідин;
– регулятор кута або жорсткий корпус і приводний вал розташовані між силовою секцією і опорним вузлом та призначені для роботи з високим крутним моментом;
– для ускладнених умов буріння та великої глибини свердловин компанія створює конструкції опорних вузлів, які витримують високі навантаження і крутний момент та мають підвищену надійність і довговічність;
– компанія створює опорні вузли, які змащуються мастилом (герметизовані) або промивальною рідиною (відкриті).
Гвинтові вибійні двигуни компанії Wenzel Downhole Tools виготовляються типорозмірів: 241 мм, 203 мм, 165 мм (171 мм), 121 мм, 79 мм і характеризуються:
– оптимальними кінематичними характеристиками, які забезпечують ефективне відпрацювання доліт;
– мінімальними осьовими габаритами, що дозволяють використовувати ГВД при бурінні похило-скерованих і оризонтальних свер-дловин і бічних стовбурів;
– простотою збірки та ремонту.

## Інтернет-ресурси
- Гвинтовий вибійний двигун [Архівовано 1 квітня 2020 у Wayback Machine.]
- МОДЕЛЮВАННЯ СИЛОВОЇ СЕКЦІЇ ГВИНТОВИХ ВИБІЙНИХ ДВИГУНІВ